# Borea (1903)
«Бореа» (італ. Borea) — ескадрений міноносець  типу «Нембо» ВМС Італії часів Першої світової війни.

## Історія створення
Ескадрений міноносець був закладений на верфі «Cantieri Pattison» в Неаполі 2 жовтня 1899 року. Корабель був спущений на воду 12 грудня 1902 року, вступив у стрій 6 жовтня 1903 року.

## Історія служби

### Італійсько-турецька війна
З початком італійсько-турецької війни «Бореа» разом з однотипними  «Турбіне», «Нембо» і «Аквілоне» був включений до складу IV ескадри есмінців.
Діяв в Егейському морі.
У 1912 році, корабель, як і однотипні есмінці, був модернізований. 57-мм гармати «57/43 Mod. 1887» були замінені на 76-мм «76/40 Mod. 1916 R.M». 356-мм торпедні апарати були замінені на 450-мм.
У 1914-1915 роках на кораблі було встановлене обладнання для постановки 10-16 мін.

### Перша світова війна
Після вступу Італії у Першу світову війну «Бореа» разом з однотипними есмінцями «Аквілоне», «Есперо», «Нембо» і «Турбіне» був включений до складу V ескадри есмінців, яка базувалась в Таранто.
6 грудня 1915 року «Бореа» разом з крейсерами «Куарто», «Гульєльмо Пепе», допоміжним крейсером «Чітта ді Катанія», есмінцями «Джузеппе Чезаре Абба», «Іпполіто Ньєво», «Франческо Нулло» та декількома допоміжними кораблями супроводжував конвой з 5 транспортів, що перевозив з Італії у Вльору 6 700 солдатів та 1200 коней. Конвой дістався до пункту призначення 7 грудня. 
У жовтні 1916 року «Бореа» разом з есмінцями «Аскаро», «Нембо», «Гарібальдіно» та 4 міноносцями супроводжував крейсер «Франческо Ферруччо» та транспорти «Чойсінг», «Польчевера», «Аусонія» і «Булгарія», які здійснювали висадку десанту в Саранді (Албанія).

#### Загибель
14 травня 1917 року «Бореа» вийшов з Галліполі для супроводу до Вльори конвою з 3 пароплавів «Берсальєра», «Карроччо» і «Веріта». О 3:30 наступного дня з борту корабля помітили невідомі есмінці. Як згодом з'ясувалось, це були австро-угорські «Балатон» і «Чепель», відправлені на атаку італійських конвоїв, як відволікаючий маневр від атаки на протичовновий бар'єр в протоці Отранто.
Австро-угорські кораблі приготувались до атаки і почали зближення. На «Бореа» не були впевнені у належності кораблів і подали розпізнавальні сигнали. У відповідь «Чепель» відкрив вогонь.
«Бореа» почав маневрувати, щоб здійснити торпедну атаку. У цей час в нього влучив ворожий снаряд ,який перебив паропровід, і корабель втратив хід. Потім в есмінець влучили 2 снаряди в районі ватерлінії, і корабель почав кренитись.
Тим часом «Балатон» атакував пароплави конвою. «Карроччо» і «Веріта» загорілись і були залишені екіпажами («Карроччо» невдовзі затонув, а «Веріта» вдалось дістатись до порту), а «Берсальєра», який отримав незначні пошкодження, зміг утекти.
Тим часом «Бореа» був ще раз уражений, на цей раз в носову частину. О 3:45 австро-угорські кораблі припинили вогонь і почали відходити. «Бореа», який отримав важкі пошкодження, був залишений екіпажем і затонув о 5:20.
Під час бою загинули 11 членів екіпажу, 12 були поранені.